# Mineral County (Colorado)

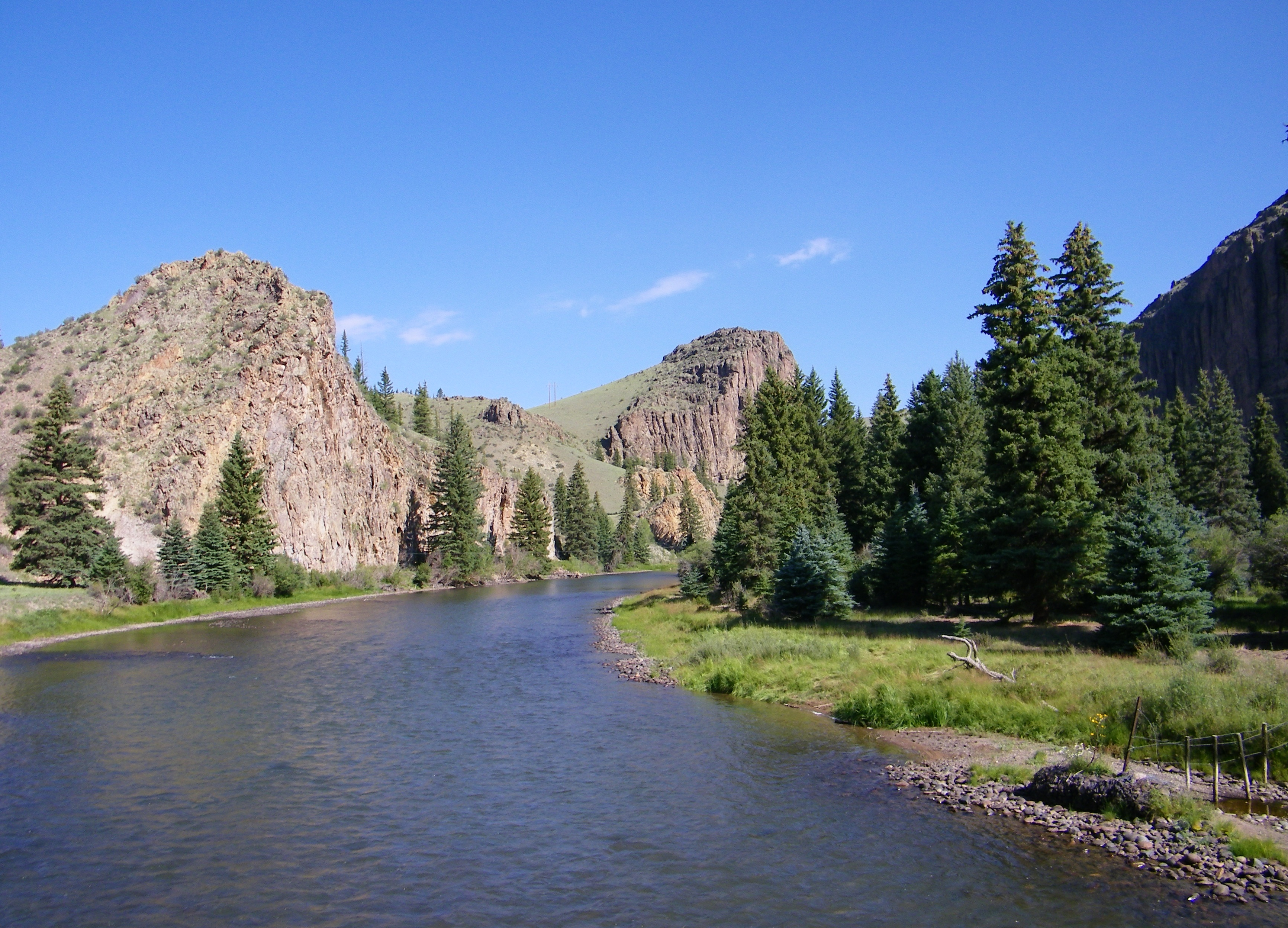
Der Rio Grande bei Creede, Mineral County

Das Mineral County ist ein County im Bundesstaat Colorado der Vereinigten Staaten. Benannt wurde das County nach den vielen wertvollen Mineralien, die in den Bergen und in den Strömen dieses Gebiets gefunden wurden. Das Mineral County ist gebirgig, wird vom Rio Grande durchflossen und gehört zu den am dünnsten besiedelten Countys in Colorado.
Der Verwaltungssitz (County Seat) ist Creede, mit etwa 300 Einwohnern die einzige Stadt im County. Sie liegt am „Willow Creek“, der drei Kilometer südlich in den Rio Grande fließt. Creede wurde benannt nach dem Prospektor Nicholas C. Creede (1843–1897), der 1891 dort eine große Silbermine entdeckt hatte. Creede, geboren als „William Harvey“, hatte sich in den 1870er Jahren umbenannt. Das Mineral Creedit wurde 1915 in der Nähe von Creede entdeckt und nach dem Ort benannt.
Spar City ist trotz seines Namens niemals eine Stadt gewesen und besteht nur aus einer unbefestigten Straße südwestlich von Creede und einigen Häusern, die meist nur im Sommer bewohnt sind.
Creede liegt an der Nationalstraße 149. Nächster Ort von Creede aus in Richtung Südosten ist das 35 Kilometer entfernte und nur unwesentlich größere South Fork im Rio Grande County. Dort mündet sie in die Nationalstraße 160 weiter in Richtung Osten nach Del Norte und nach Südwesten durch die unbewohnte südliche Hälfte des Countys. Direkte Verbindungsstraßen von Nord nach Süd innerhalb des County gibt es nicht.
Das gesamte County gehört zu Nationalparks, zumeist zum Rio Grande National Forest, im Südwesten auch zum daran angrenzenden San Juan National Forest.
Zu Zeiten des Höhepunkt des Booms der Silberminen 1891 lebten in Creede kurzzeitig etwa 10.000 Einwohner. Damals war der County per Eisenbahn erschlossen durch die Denver and Rio Grande Western Railroad, die von Alamosa eine Stichstrecke über South Fork und Creede nach North Creede gebaut hatte.

## Angrenzende Counties
- Saguache County – im Nordosten
- Rio Grande County – im Osten
- Archuleta County – im Süden
- Hinsdale County – im Westen

## Demografische Daten
Nach der Volkszählung im Jahr 2000 lebten im County 831 Menschen. Es gab 377 Haushalte und 251 Familien. Die Bevölkerungsdichte betrug 0,1 Einwohner pro Quadratkilometer. Ethnisch betrachtet setzte sich die Bevölkerung zusammen aus 96,87 Prozent Weißen, 0,84 Prozent amerikanischen Ureinwohnern und 0,12 Prozent aus anderen ethnischen Gruppen; 2,17 Prozent stammten von zwei oder mehr Ethnien ab. 2,05 Prozent der Gesamtbevölkerung waren spanischer oder lateinamerikanischer Abstammung.
Von den 377 Haushalten hatten 22,3 Prozent Kinder und Jugendliche unter 18 Jahre, die bei ihnen lebten. 57,0 Prozent waren verheiratete, zusammenlebende Paare, 5,8 Prozent waren allein erziehende Mütter. 33,4 Prozent waren keine Familien. 28,1 Prozent waren Singlehaushalte und in 9,8 Prozent lebten Menschen im Alter von 65 Jahren oder darüber. Die Durchschnittshaushaltsgröße betrug 2,20 und die durchschnittliche Familiengröße lag bei 2,70 Personen.
Auf das gesamte County bezogen setzte sich die Bevölkerung zusammen aus 20,5 Prozent Einwohnern unter 18 Jahren, 4,7 Prozent zwischen 18 und 24 Jahren, 24,8 Prozent zwischen 25 und 44 Jahren, 32,7 Prozent zwischen 45 und 64 Jahren und 17,3 Prozent waren 65 Jahre alt oder darüber. Das Durchschnittsalter betrug 45 Jahre. Auf 100 weibliche Personen kamen 104,2 männliche Personen, auf 100 Frauen im Alter ab 18 Jahren kamen statistisch 99,1 Männer.
Das jährliche Durchschnittseinkommen eines Haushalts betrug 34.844 USD, das Durchschnittseinkommen der Familien betrug 40.833 USD. Männer hatten ein Durchschnittseinkommen von 28.750 USD, Frauen 19.375 USD. Das Prokopfeinkommen betrug 24.475 USD. 10,2 Prozent der Bevölkerung und 9,3 Prozent der Familien lebten unterhalb der Armutsgrenze. Darunter waren 18,7 Prozent der Bevölkerung unter 18 Jahren und 10,6 Prozent der Einwohner ab 65 Jahren.

## Sehenswürdigkeiten

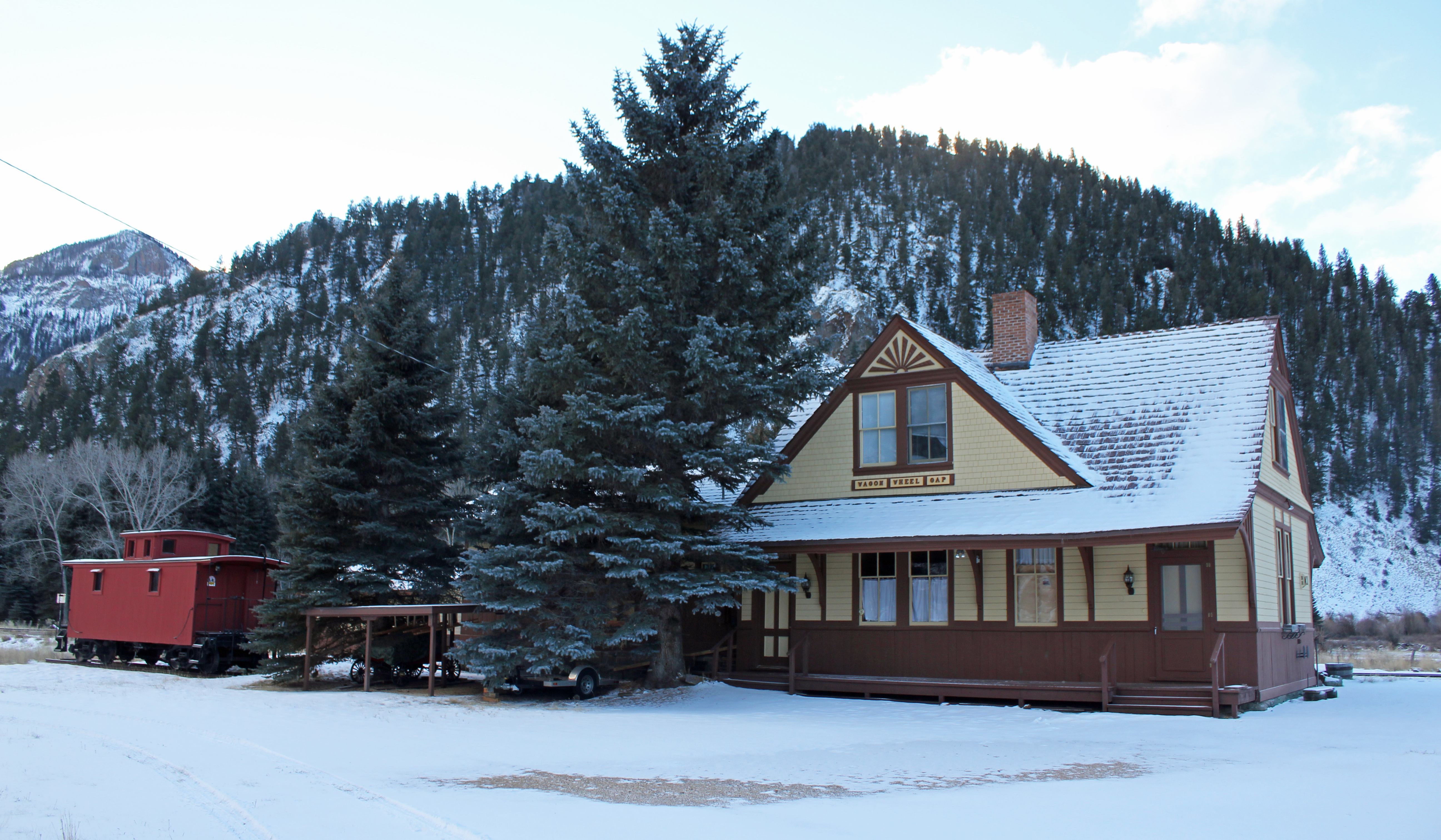
Wagon Wheel Gap Railroad Station (2014). Dieser 1883 errichtete Bahnhof wurde im September 1976 als erstes Objekt des County im NRHP eingetragen.

Fünf Bauwerke und Stätten im Mineral County sind im National Register of Historic Places („Nationales Verzeichnis historischer Orte“; NRHP) eingetragen (Stand 13. September 2022), darunter zwei Minen, eine Brücke und ein Bahnhof.